# Amandava
Amandava je málopočetný rod astrildovitých ptáků. Jméno Amandava vzniklo díky městu Ahmedabad v Indii, odkud byli dříve tito ptáci exportováni do obchodů ze zvířaty a odkud byl poslán první popsaný jedinec. Právě na území Indie a přiléhajících státech se ptáci z tohoto rodu vyskytují. Jen zlatoprsku bychom našli hlavně v Africe. Splést si tyto tři druhy je téměř nemožné, každý má své specifické znaky, především co se týče vzhledu.

## Druhy
- Tygříček tečkovaný (Amandava amandava)
  - Tygříček tečkovaný je středně velký zpěvný pták z čeledi astrildovitých, z rodu Amandava. Vyskytuje se na otevřených plochách, jako jsou pole či louky tropické Asie, současně je to i oblíbený okrasný pták, který bývá chován i v Česku. Atraktivní jsou především samci se svým pestrým zbarvením. Z rodu Amandava se jedná o nejznámější a nejrozšířenější druh. Má tři poddruhy a dle IUCN se jedná o málo dotčený druh.

- Tygříček olivový (Amandava formosa)
  - Tygříček olivový je z rodu Amandava tím nejméně rozšířeným i početným druhem, čemuž odpovídá i to, že dle IUCN se jedná o druh zranitelný. Za jejich nízkou populaci může především obchod s exotickým a okrasným ptactvem. Mají zelené a žluté peří na těle, zářivě červený zobák a čeré pruhy na bocích. Jedná se o endemického obyvatele indického subkontinentu.

- Zlatoprska malá (Amandava subflava)
  - Zlatoprska malá je, se svými 9 cm na délku, nejmenší druh z tohoto rodu. Jedinečný je i tím, že se vyskytuje hlavně v Africe a to na jih od Sahary. Jak již jde poznat podle jména, skutečně má zlatavou náprsenku a dolní partie. Má červený zobák i nadočnice. Zbytek těla bývá světle šedý. Dle IUCN se jedná o málo dotčený druh, jeho populace je stálá a příliš neklesá.